# St Andrews Castle
St Andrews Castle – ruiny średniowiecznej fortecy położone w St Andrews w Szkocji. Zamek z trzech stron otacza morze, a z czwartej dostępu doń broni fosa. Forteca założona została w 1200 roku a przez kolejne stulecia była rozbudowywana. Była własnością biskupów i arcybiskupów St Andrews. W czasach reformacji, w 1546 roku, w obecności kardynała Beatona przed zamkiem spalono protestanckiego kaznodzieję Georga Wisharta, przyjaciela Johna Knoxa. Niedługo po tym wydarzeniu kardynał Beaton odpowiedzialny za śmierć został zasztyletowany, a jego ciało najpierw wystawiono na murach na widok publiczny, a następnie wrzucono do wykutego w litej skale lochu o głębokości około 7 metrów. Loch zwany butelkowym znajduje się w Sea Tower (Baszcie Morskiej).
Znajduje się tu jedyny zachowany w Europie podkop pod mury wraz z kontr podkopem. Wąski, nieregularny korytarz świadczył o pośpiechu broniących. Zachowały się również dwa inne podkopy, które wykonano w niewłaściwym kierunku, sugerując się jedynie hałasem czynionym pod ziemią przez atakujących. Miejsce przecięcia się obu tuneli jest zaznaczone. W tym miejscu korytarz powiększa się do wysokości około 1,9 m.